# Chémery-sur-Bar
Chémery-sur-Bar ist eine Ortschaft und eine ehemalige französische Gemeinde mit 410 Einwohnern (Stand 1. Januar 2022) im Département Ardennes in der Region Grand Est. Sie gehörte zum Sedan und zum Kanton Vouziers. 
Mit Wirkung vom 1. Januar 2016 wurden die früheren Gemeinden Chémery-sur-Bar und Chéhéry zu einer Commune nouvelle mit dem Namen Chémery-Chéhéry zusammengelegt und haben in der neuen Gemeinde den Status einer Commune déléguée. Der Verwaltungssitz befindet sich im Ort Chémery-sur-Bar.
Nachbarorte sind Omicourt im Nordwesten, Chéhéry im Norden, Bulson im Nordosten, Maisoncelle-et-Villers im Südosten, La Neuville-à-Maire im Süden und Vendresse im Südwesten.

## Bevölkerungsentwicklung
| Jahr      | 1962 | 1968 | 1975 | 1982 | 1990 | 1999 | 2006 | 2015 |
| --------- | ---- | ---- | ---- | ---- | ---- | ---- | ---- | ---- |
| Einwohner | 333  | 406  | 373  | 403  | 418  | 437  | 444  | 454  |

## Sehenswürdigkeiten
- romanische Kirche Saint-Sulpice, seit 1920 als Monument historique ausgewiesen
- Kirche Saint-Barthélémy de Connage
- Kirche Notre-Dame de Malmy, seit dem 21. Januar 1958 ein Monument historique

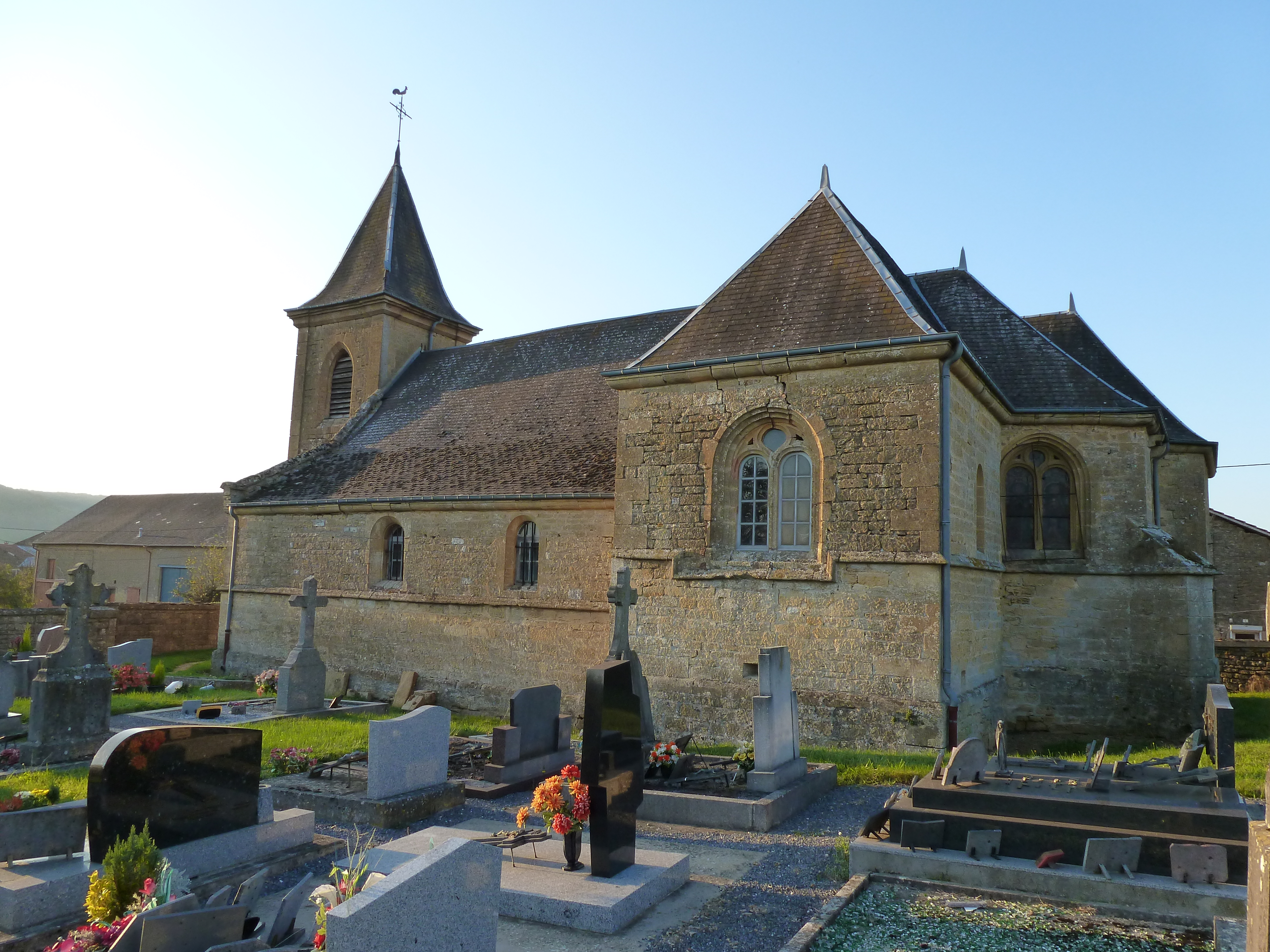
Kirche Saint-Barthélémy de Connage
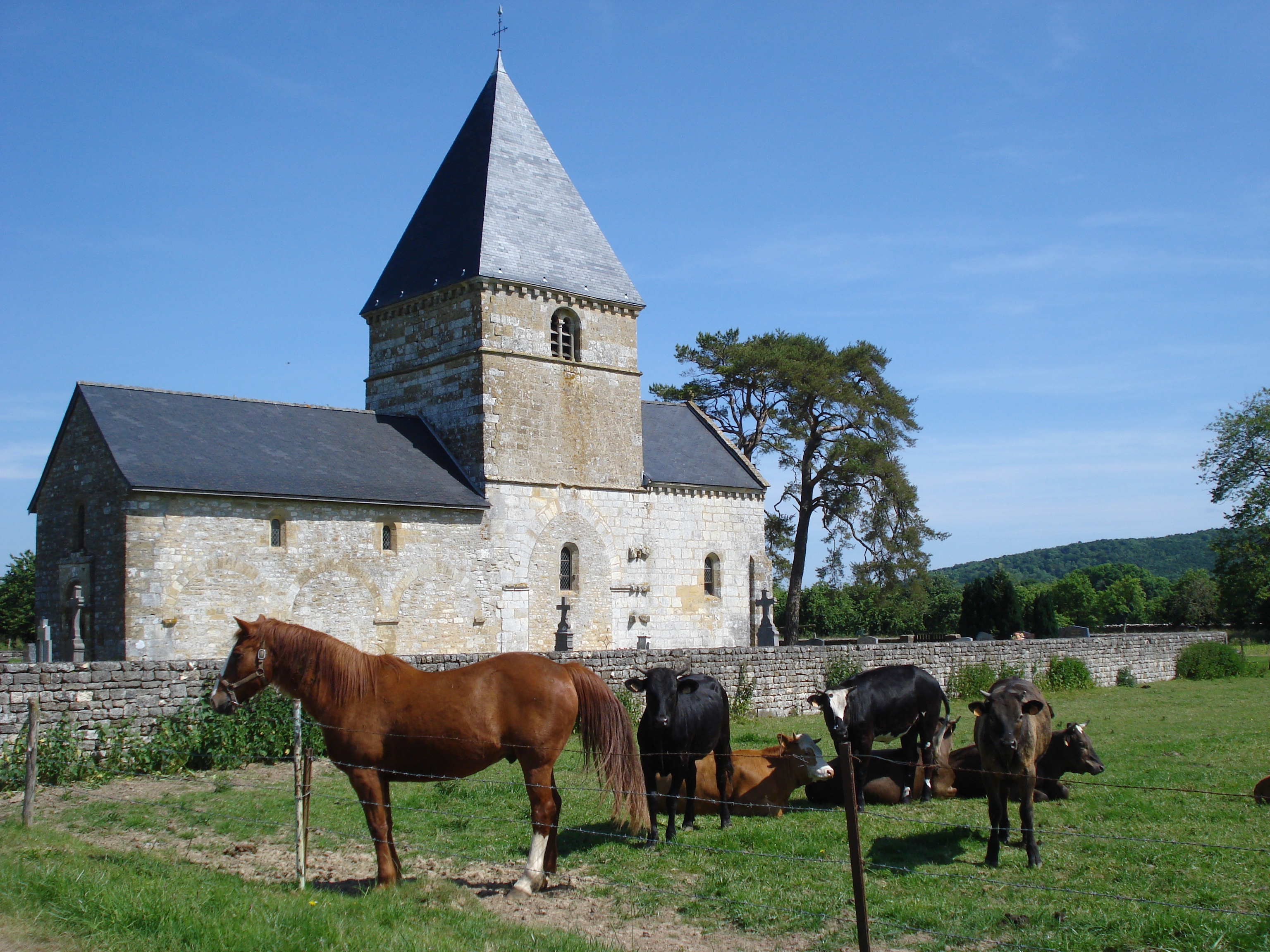
Kirche Notre-Dame de Malmy
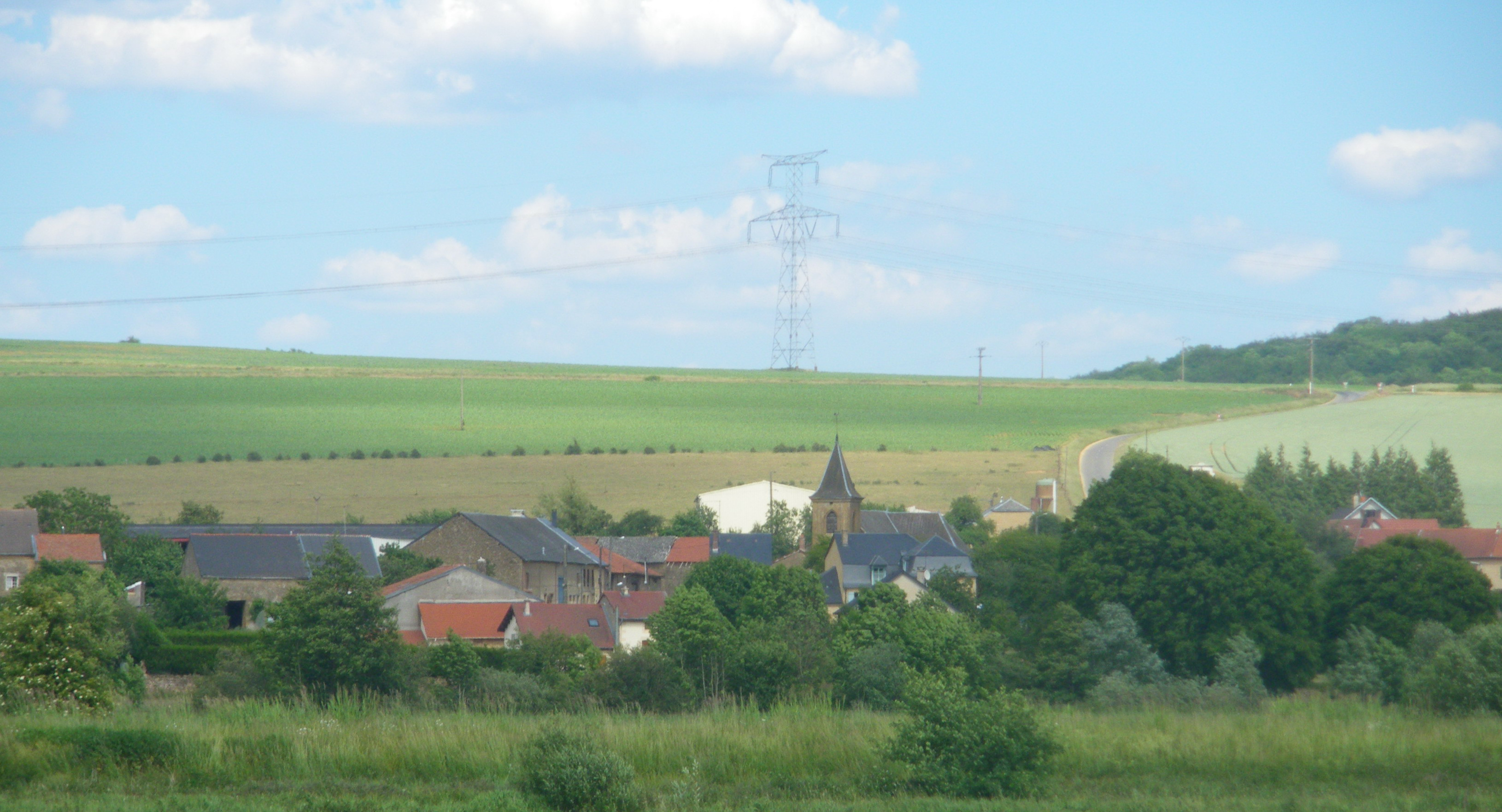
Ortsteil Connage
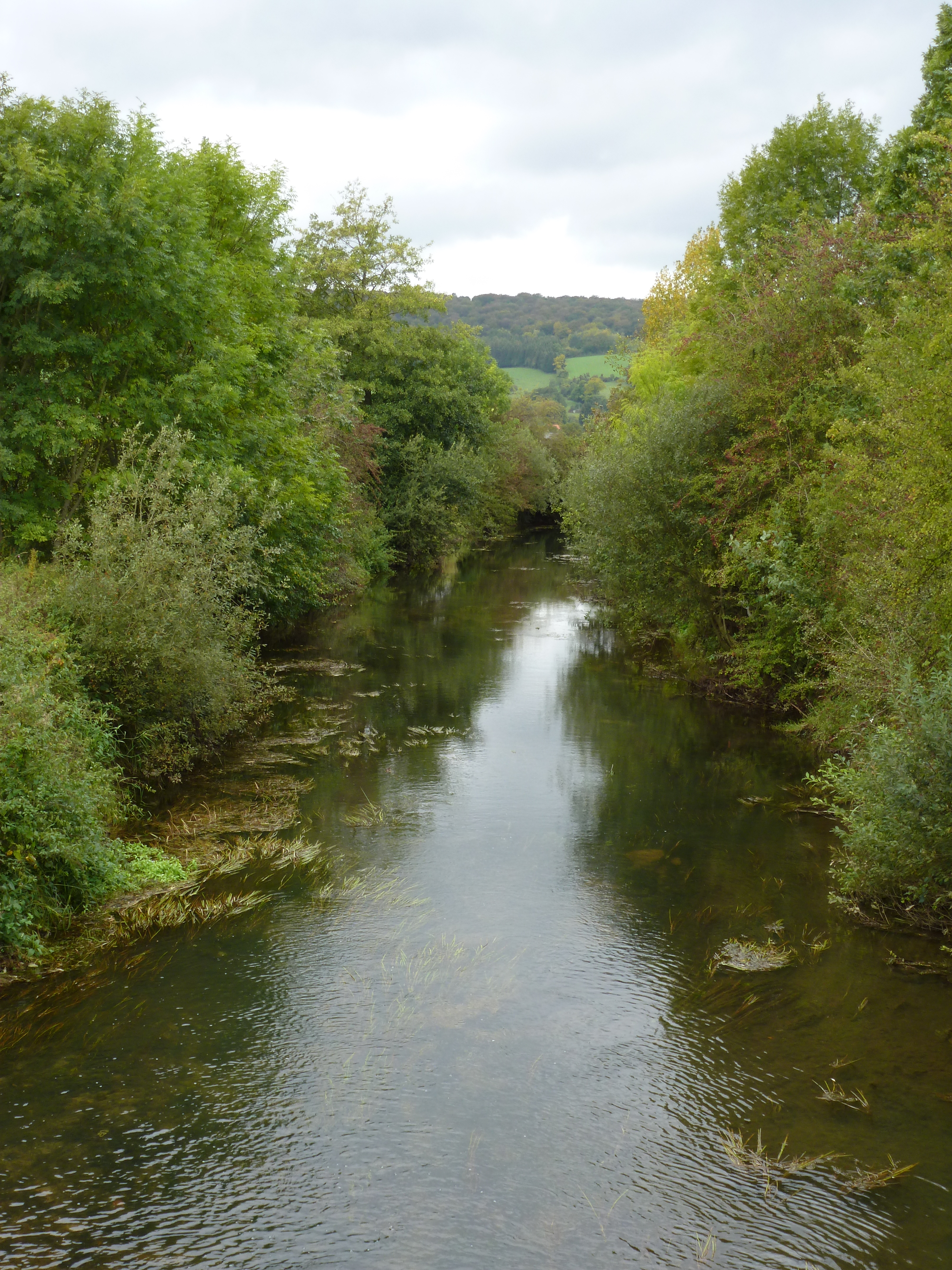
Die Bar bei Connage
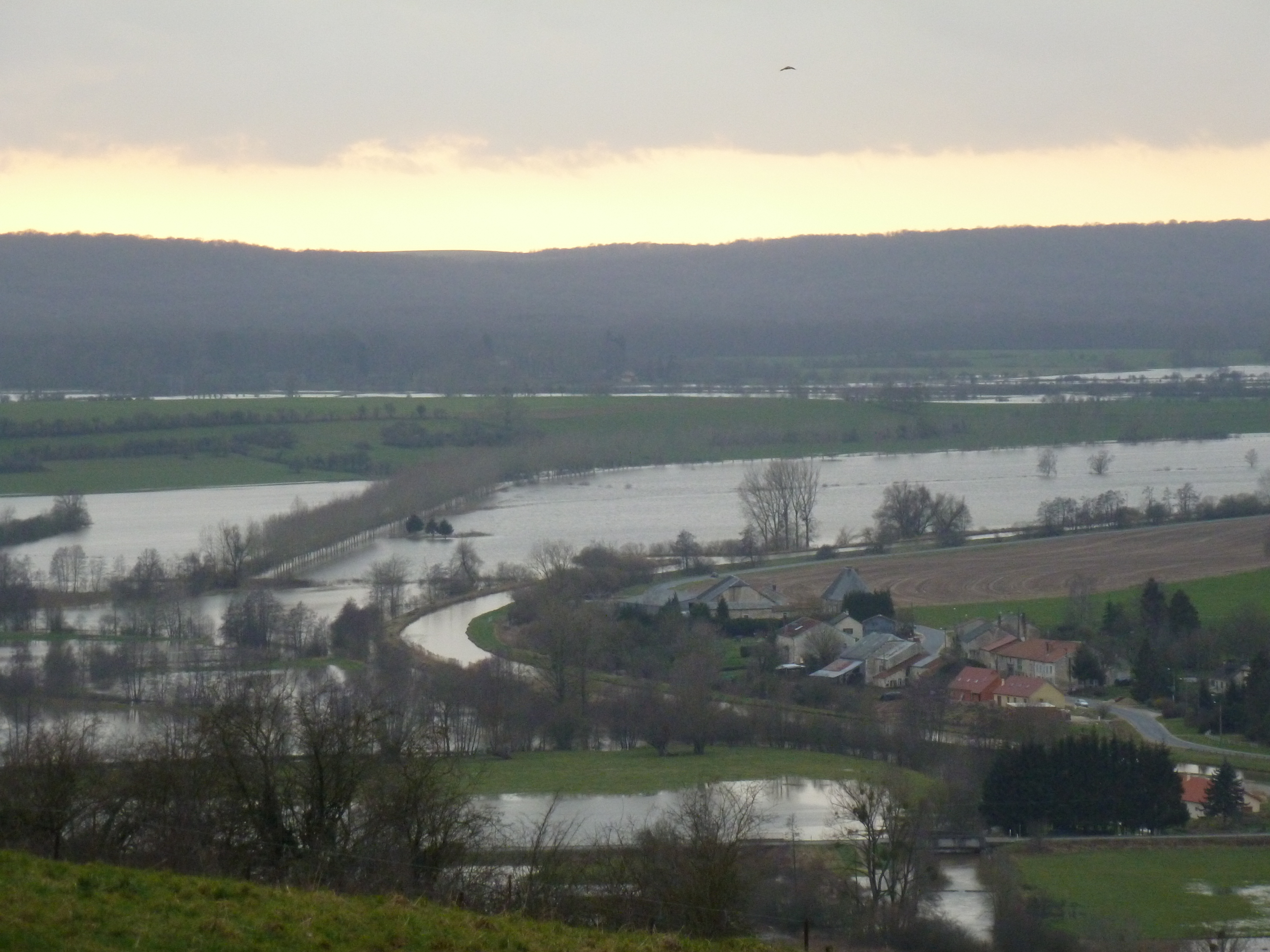
Ortsteil Malmy